# Lycka till, Herr Gorsky
"Lycka till, Herr Gorsky" är en modern vandringssägen med koppling till Neil Armstrong. Den syftar på vad han skulle ha sagt på månen under den första bemannade landningen på månen den 20 juli 1969 och hans förklaring till dessa ord senare under en intervju.
Vandringssägnen går ut på att Neil Armstrong under månlandningen skall ha sagt "Lycka till, Herr Gorsky" (engelska: "Good Luck, Mr. Gorsky"). Enligt vandringssägnen skall detta ha lett till förvåning i rymdkontrollen och att eftersökningar gjordes angående vem denne Gorsky var. Armstrong påstås enligt sägnen under en intervju ha förklarat att han under sin barndom hört grannens fru säga till sin man: "Oralsex!? Vill du ha oralsex? Det lär du inte få förrän grannens unge promenerar på månen!" Grannen hette just Gorsky. 
I ljudupptagningarna från månlandningen finns inte frasen "Good luck, mr Gorsky" med. Ryktet började spridas under mitten av 1990-talet och har även kommenterats av Neil Armstrong som själv hört det från en komiker. Vandringsägnen har sedan dess cirkulerat runt på Internet.
| ”                                 | I understand that the joke is a year old. I first heard it in California delivered by (comedian) Buddy Hackett. | ” |
| —Neil Armstrong, 28 november 1995 | |   |